# Camponotus quadriceps
Camponotus quadriceps är en myrart som först beskrevs av Smith 1859.  Camponotus quadriceps ingår i släktet hästmyror, och familjen myror.

## Underarter
Arten delas in i följande underarter:
- C. q. convexior
- C. q. curvatus
- C. q. nanulus
- C. q. quadriceps